# Iglesia de San Martín (Torallola)

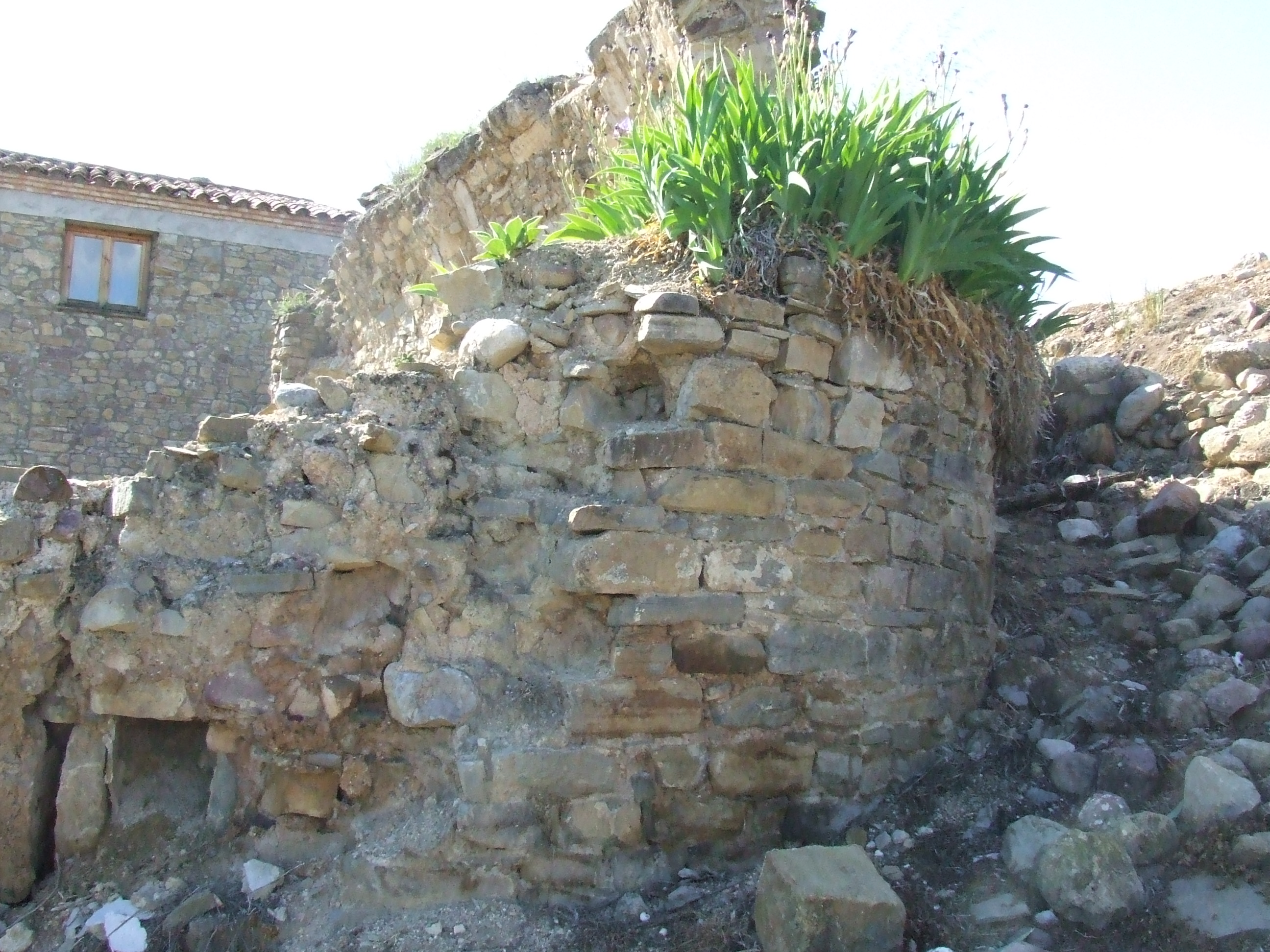
Ábside en ruinas

San Martín de Torallola era la iglesia románica del pueblo de Torallola, perteneciente al municipio de Conca de Dalt, en el Pallars Jussá, provincia de Lérida. Hasta 1969 formaba parte del término municipal de Toralla y Serradell.

## Historia
Era sufragánea de Santa María de Toralla, actualmente agrupada en la parroquia de Puebla de Segur.
Se trataba de una iglesia de una sola nave, con ábside semicircular a levante. Estaba cubierto con bóveda de cañón, de la que queda el arranque en el muro norte, único que permanece en pie.
Adjunta a la iglesia estaba la casa rectoral, con una segunda capilla dedicada también a san Martín.